# 笹井幸一郎

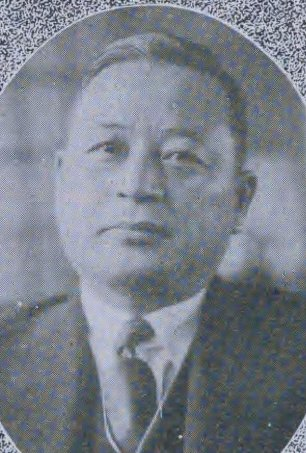
笹井幸一郎

笹井 幸一郎（ささい こういちろう、1885年（明治18年）10月28日 - 1938年（昭和13年）10月15日）は、日本の内務・警察官僚。官選県知事、長崎市長。

## 経歴
新潟県中頸城郡斐太村（現在の新潟県妙高市）出身。笹井喜三郎の長男として生まれた。高田中学校を経て第四高等学校を卒業。1910年、東京帝国大学法科大学政治学科を卒業。同年11月、文官高等試験行政科試験に合格。1911年、内務省に入省し岐阜県属となる。
以後、岐阜県警視、熊本県玉名郡長、山口県理事官、和歌山県理事官、佐賀県警察部長、警視庁保安部長、復興局経理部長などを歴任。警視庁保安部長時代に関東大震災を経験した。1927年から約1年間、欧米を外遊し、帰国後は復興局史編纂事務の嘱託するなど、公職から外れていた。
1929年8月、奈良県知事に就任。不況下における民生の安定に尽力。1930年8月、愛媛県知事に転任。1931年12月18日に知事を休職。1932年1月29日、依願免本官となり退官した。
その後、1934年5月から1938年5月まで長崎市長を務めた。

## 栄典
- 1930年（昭和5年）10月15日 - 従四位[8]
- 1930年（昭和5年）11月6日 - 勲三等瑞宝章[9]
- 1930年（昭和5年）12月5日 - 帝都復興記念章[10]
- 1938年（昭和13年）10月18日 - 正四位[1]

## 親族
- 妻 笹井喜代（内務官僚・亀井英三郎の二女）[11]